# Claudia Wagner
Claudia Wagner (23 de diciembre de 1979) es una modelo alemana y la cofundadora de la agencia UBOOKER. 

## Vida y carrera
Nació en la ciudad alemana de Wesel y empezó a modelar a la edad de 19 años después de ser descubierta por un fotógrafo en un McDonald's de Wetter cerca de su pueblo natal.
Además de en las portadas de Marie Claire y Elle ha sido el rostro de campañas de Armani, Chanel, L'Oréal y Lierac 2007-2008. Es representada por UBOOKER en Nueva York y Londres, Elite Model Management en Milán, Karin Models en París.
En 2016 cofundó UBOOKER, junto a la también modelo Diana Dietrich.